# أود بيرغ (لاعب كرة قدم)
أود بيرغ (بالنرويجية: Odd Sigurd Berg)‏ هو لاعب كرة قدم ومدرب كرة قدم نرويجي في مركز الهجوم، ولد في 3 يناير 1952 في مولده في النرويج. لعب مع نادي مولده.